# Bernhard Blumenthal
Bernhard Blumenthal (* 24. Juni 1920 in Dresden; † nicht ermittelt) war ein deutscher Ökonom und Hochschullehrer.

## Leben
Nach dem Schulbesuch studierte er und erwarb den Abschluss als Betriebswirt und später als Diplom-Handelslehrer. Außerdem promovierte er zum Dr. oec. Von 1958 bis 1961 war er wissenschaftlicher Mitarbeiter und Gruppenleiter am Zentralinstitut für Fertigungstechnik in Karl-Marx-Stadt. Danach war er Dozent und Abteilungsleiter an der Fakultät für Technologie an der Technischen Hochschule Karl-Marx-Stadt. 1963 war Blumenthal am Institut für Ökonomie des Maschinenbaus an der Hochschule für Maschinenbau. 
1963 wurde er Mitglied der Gesellschaft für Mathematik. Sein Forschungsschwerpunkt war die Statistik.

## Schriften (Auswahl)
- Zur Kenntnis der Auflösungsgeschwindigkeit von Metallen in Säuren. Beitrag zur Theorie der Lokalelemente. 1931.
- Genaue Kostenstellenumlegung durch neuartige Anwendung rechnerischer und mathematischer Methoden in Theorie und Praxis. 1953.
- Die Umkehrung und Multiplikation von Matrizen mit Hilfe von Aritmamaschinen, ein Beispiel für die vielseitigen Einsatzmöglichkeiten moderner Lochkartenanlagen. 1962.
- Die Anwendung mathematischer Methoden in der Wirtschaft, eine Einführung für Nichtmathematiker. 1965.